# Abba (religia)
Abba – termin aramejski występujący w treści Pisma Świętego trzykrotnie, zwykle tłumaczony jako „ojciec”.
W większości języków semickich słowo „ab” znaczy ojciec. Słowo abba jest aramejskim wołaczem, tłumaczone jako „ojcze” (jest to forma zdrobniała). Początkowo słowo to miało znaczenie potoczne i jako takie występuje w żydowskich tekstach pozabiblijnych i w papirusach, następnie nabrało znaczenia religijno-symbolicznego, odmiennego w judaizmie i w chrześcijaństwie.

## Znaczenie
Aramejski wyraz ʼabbáʼ ma silne zabarwienie emocjonalne; odpowiada poprzedzonemu przedimkiem hebrajskiemu rzeczownikowi ʼaw i znaczy dosłownie „ojcze” lub „[ten] ojciec”. W ten sposób dzieci zwracały się pieszczotliwie do ojca. Słowo to mieściło w sobie ciepło zwrotów „tata” czy „tatuś”, a jednocześnie zachowywało godność kryjącą się w wyrazie „ojciec”, świadczyło zarówno o zażyłości, jak i o szacunku. Było więc nie tyle tytułem, ile czułym określeniem i jednym z pierwszych słów, które dziecko uczyło się wymawiać.

## Biblia
Ten aramejski wyraz występuje w Piśmie Świętym trzy razy. W oryginale greckim, podobnie jak w większości przekładów, jest zawsze transliterowany. Za każdym razem tuż po nim występuje tłumaczenie na grekę: ho patér, co dosłownie oznacza „[ten] ojciec” lub „ojcze” (wołacz). We wszystkich wypadkach odnosi się do Boga.

### Ewangelia według Marka
Według sprawozdania Marka określeniem tym posłużył się Jezus, gdy na krótko przed śmiercią modlił się w Ogrodzie Oliwnym do Boga, mówiąc: „Abba, Ojcze, dla ciebie wszystko jest możliwe; zabierz ten kielich ode mnie. Jednakże nie to, co ja chcę, ale co ty chcesz” (Mk 14:36). Jest to gorąca prośba Syna do ukochanego Ojca, po której szybko zapewnia on, że w każdym wypadku pozostanie posłuszny.
Według Ewangelii Marka Jezus używa słowa „abba” w formie „abba ho pater”. Pozostałe Ewangelie używają wyłącznie słowa „ho pater”. Słowo „abba” jest więc w Ewangelii Marka obcojęzycznym wtrętem i zarazem powtórzeniem odpowiednika greckiego.
Słowo „abba” zostało użyte w modlitwie przez Jezusa jako bezpośrednie zwrócenie się do Boga jako do Ojca (Mk 14,36). Dla uczniów Chrystusa stanowi formułę modlitewną (List do Rzymian 8,15; Ga 4,6). W chrześcijaństwie to użycie słowa „abba” interpretowane jest jako wyraz synostwa Bożego, nowej, nieznanej dotąd relacji między wyznawcą a Bogiem.
Istnieje kilka koncepcji tłumaczących użycie w Ewangelii św. Marka tego powtórzenia. Marie-Joseph Lagrange uznaje, że to sam Jezus wypowiedział oba słowa – aramejskie i greckie – ze względu na dwujęzyczność słuchaczy. Joseph Knabenbauer sądzi, że Marek Ewangelista przejął słowo „abba” z katechezy ustnej apostoła Piotra chcąc ułatwić jej słuchaczom jego zrozumienie. Według innej interpretacji użycie obcojęzycznego wtrętu miało podkreślić prośby wierzących przez to, że zwracają się one do tajemnicy lub że jest to powstała z formuły eksplikatywnej glosa ewangelisty.

### Listy Pawła z Tarsu
Słowa tego dwukrotnie używa też w swoich listach Paweł: w Rzymian 8:15 oraz Galatów 4:6. W obu miejscach jest odniesione do chrześcijan powołanych na duchowych synów Bożych i wskazuje na zażyłą więź z Ojcem. Chociaż są „niewolnikami Boga” i zostali „kupieni za określoną cenę”, to zarazem są też synami w domu miłującego Ojca, co wyraźnie im uprzytomnił ich Pan, Jezus, poprzez Ducha Świętego (Rz 6:22; 1Ko 7:23).
Użycie słowa „abba” w listach apostoła Pawła tłumaczy się w teologii rzymskokatolickiej jako wyraz szczególnej czci dla Chrystusa, która ma być podkreślona użyciem obcojęzycznego wyrażenia lub jako pozostałość zwyczaju odmawiania Modlitwy Pańskiej po aramejsku przy chrzcie.
Zdaniem niektórych słowa ʼAbbáʼ oraz „Ojcze” umieszczono obok siebie nie tylko jako tłumaczenie z aramejskiego na grecki, lecz przede wszystkim jako świadectwo dziecięcej ufności i uległości, połączonej z dojrzałym zrozumieniem więzi synowskiej i łączących się z nią powinności. Z wersetów tych zdaje się wynikać, że w czasach apostolskich chrześcijanie posługiwali się określeniem ʼAbbáʼ w modlitwach do Boga.

## Tytuł duchownych
W judaizmie rabinicznym tytuł grzecznościowy przysługujący uczonym i osobom cieszącym się szczególnym autorytetem. Wśród uczonych rabinów tytuł ten odpowiada tytułowi rabbi, wśród rabinów babilońskich formom rabh i raba. W pierwszych wiekach naszej ery słowa ʼAbbáʼ zaczęto używać jako tytułu honorowego żydowskich rabinów i w takim charakterze występuje ono w Talmudzie Babilońskim (Berachot 16b). Już wcześniej ʼAw, czyli „Ojcem” Sanhedrynu nazywano wiceprzewodniczącego owego trybunału. W późniejszym okresie tytułowali tak biskupów również wyznawcy kościołów koptyjskiego, etiopskiego i syryjskiego, a określany tym mianem biskup Aleksandrii stał się „papą”, czyli papieżem owej części kościoła wschodniego. Od aramejskiego ʼabbáʼ wywodzą się też słowa „opat” oraz „opactwo”. Hieronim, tłumacz łacińskiej Wulgaty, sprzeciwiał się używaniu tytułu „opat” w odniesieniu do ówczesnych mnichów katolickich, uważając, że jest to sprzeczne z poleceniem Jezusa z Ewangelii Mateusza 23:9: „I nikogo na ziemi nie nazywajcie waszym ojcem, bo jeden jest wasz Ojciec, ten niebiański”.
W Kościołach wschodnich „abba” to tytuł przysługujący biskupom, często także używany dla podkreślenia szczególnej pobożności cechującej niektórych ojców pustyni.